# Ossinissa justoi
Genre
Espèce
Synonymes
- Spermophorides justoi Wunderlich, 1992

Ossinissa justoi, unique représentant du genre Ossinissa, est une espèce d'araignées aranéomorphes de la famille des Pholcidae.

## Distribution
Cette espèce est endémique d'El Hierro aux Canaries en Espagne. Elle se rencontre dans les grottes Cueva de Don Justo et Cueva de los Pocitos.

## Description
Le mâle étudié par Dimitrov et Ribera en 2005 mesure 1,96 mm et la femelle 2,64 mm.

## Étymologie
Ce genre a été nommé en référence au roi Ossinissa.
Son nom d'espèce lui a été donné en référence au lieu de sa découverte, la Cueva de Don Justo.

## Publications originales
- Wunderlich, 1992 : Die Spinnen-Fauna der Makaronesischen Inseln: Taxonomie, Ökologie, Biogeographie und Evolution. Beiträge zur Araneologie, vol. 1, p. 1-619 .
- Dimitrov & Ribera, 2005 : Description of Ossinissa, a new pholcid genus from the Canary Islands (Araneae: Pholcidae). Zootaxa, no 982, p. 1-13.